# Großer Preis von Monaco 1931

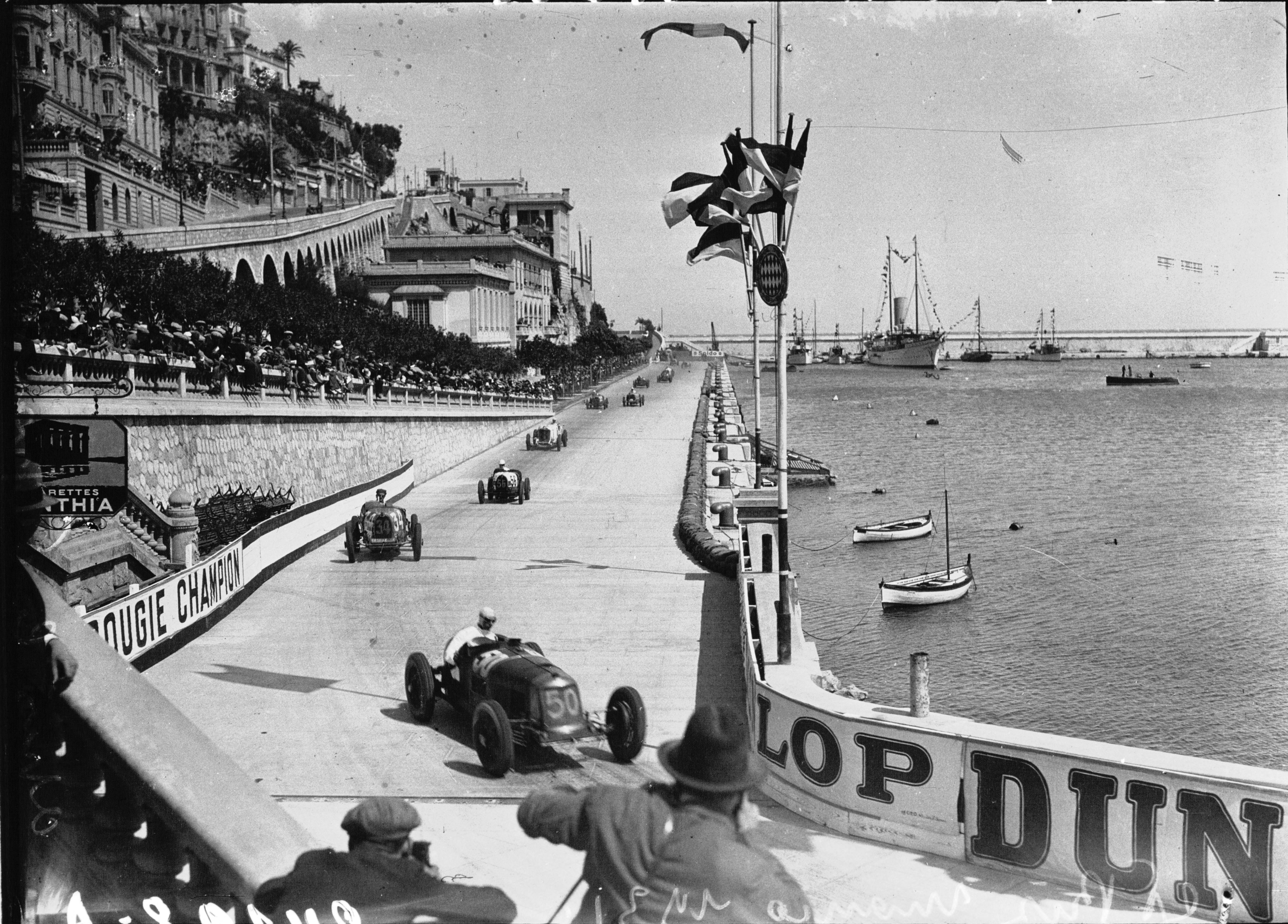
Das Feld knapp nach dem Start am Hafen

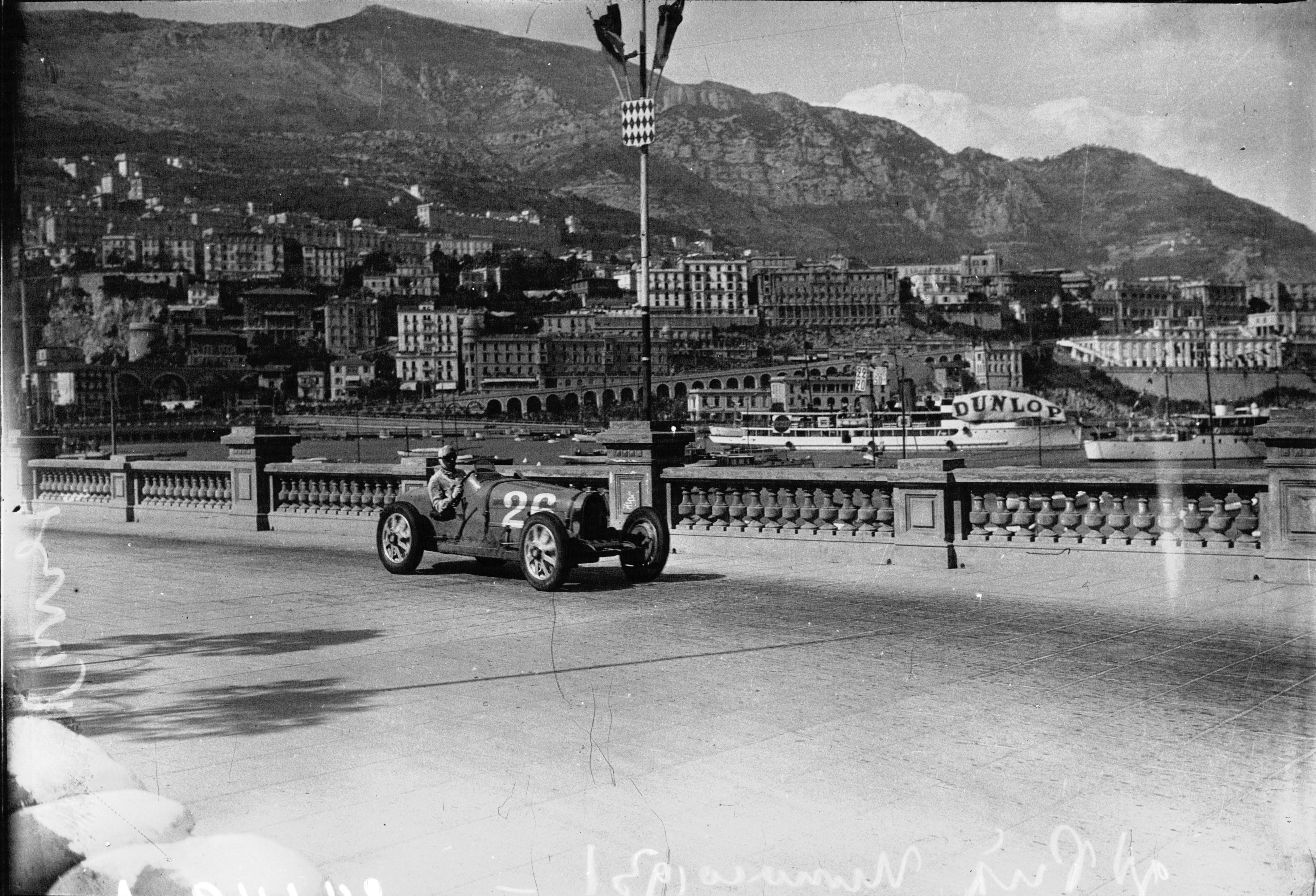
Achille Varzi im Bugatti vor der Rascasse

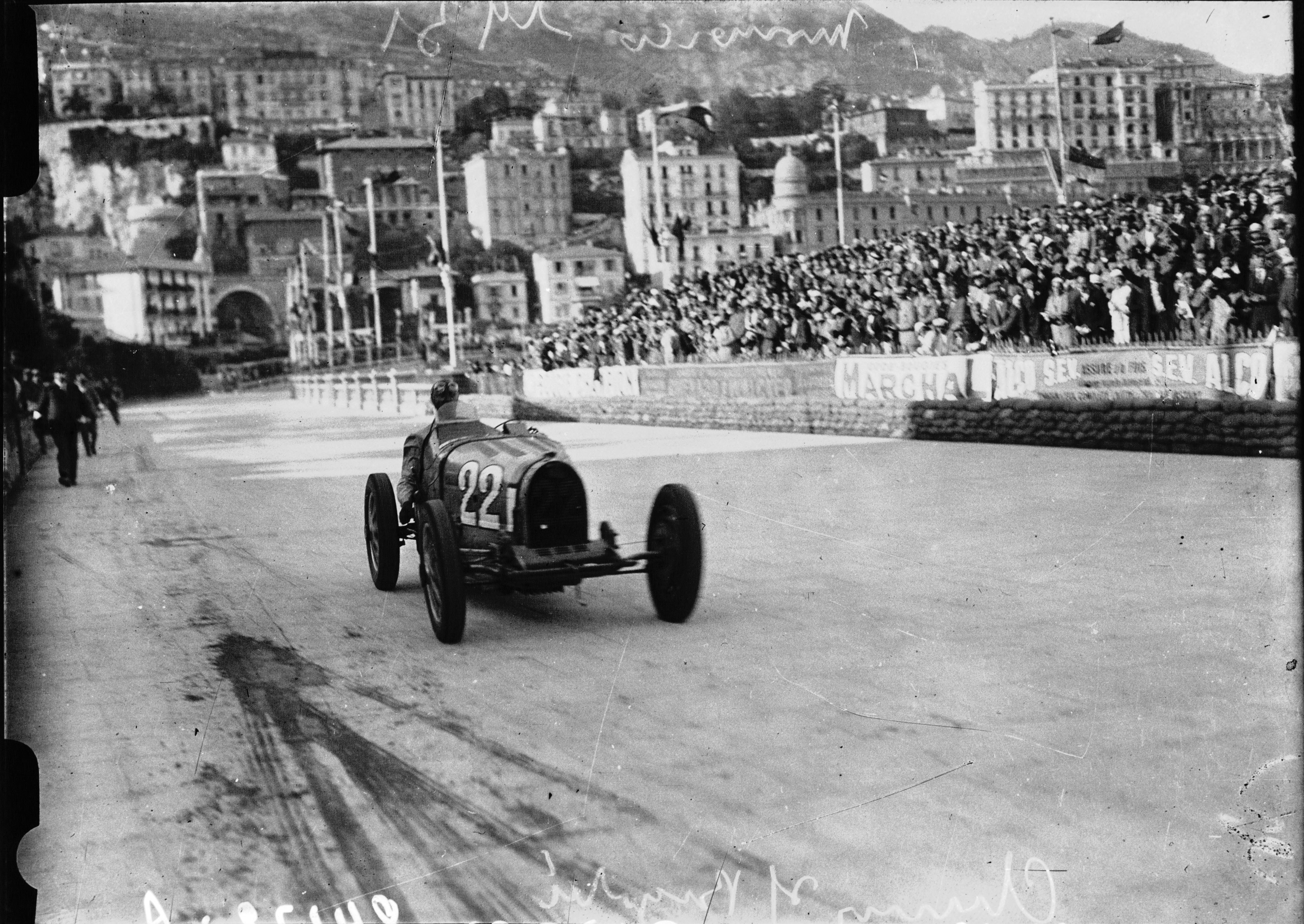
Rennsieger Louis Chiron

Der III. Große Preis von Monaco (III Grand Prix de Monaco) fand am 19. April 1931 auf dem Circuit de Monaco in Monte Carlo statt. Das Rennen wurde ohne Vorgabe einer Rennformel über 100 Runden à 3,180 km ausgetragen, was einer Gesamtdistanz von 318,0 km entsprach. Es war damit in diesem Jahr noch kein Grande Épreuve und wurde damit nicht für die Europameisterschaft der Fahrer gewertet.
Sieger des Rennens wurde Louis Chiron auf einem Bugatti Type 51.

## Rennen
Obwohl noch nicht in den Status eines Grande Épreuve aufgerückt, gehörte das Rennen durch die Straßen von Monte Carlo 1931 bereits zu den Grand-Prix-Klassikern. Dementsprechend hatte der Automobilclub von Monaco trotz der erneuten Absage des Alfa-Romeo-Teams – wegen Reifenproblemen, die bei der vorangegangenen Mille Miglia offenbar geworden waren – keine Probleme, erneut ein erstklassiges Teilnehmerfeld mit Fahrern aus acht Nationen zusammenzubekommen. Im Brennpunkt des Interesses standen dabei naturgemäß die beiden Werksmannschaften von Bugatti und Maserati, und unter diesen besonders deren beide Spitzenfahrer, Lokalmatador Louis Chiron und René Dreyfus, der seinem Konkurrenten im Vorjahr den Sieg mit seinem privat eingesetzten Bugatti nach einem packenden Kampf em Ende noch weggeschnappt hatte. 
Nachdem der Maserati Tipo 26M mit 2,5-Liter-Reihenachtzylinder die Vorsaison am Ende beherrscht hatte, hatte Bugatti als Antwort mit dem Bugatti Type 51 1931 ein neues Grand-Prix-Modell herausgebracht. Hauptunterschied zum Vormodell Bugatti Type 35 war der neu konstruierte 2,3-Liter-Motor mit DOHC-Ventilsteuerung, wodurch nun wesentlich höhere Drehzahlen möglich wurden. Neben dem Werksteam mit seinen Stammfahrern Chiron, Achille Varzi – der zuvor mit seinem privat gemeldeten Exemplar das Debüt des Type 51 auf der neuen Rennstrecke im nordafrikanischen Carthago gewonnen hatte – Albert Divo und Guy Bouriat verfügten mittlerweile auch erste unabhängige Fahrer, wie der britische Earl Howe, über Bugattis neuestes Grand-Prix-Modell. Die übrigen Bugatti-Privatfahrer, darunter neben William Grover-Williams (alias "W. Williams"), dem Sieger des Rennens von 1929, und den beiden Franzosen Philippe Étancelin und Marcel Lehoux auch die drei Wagen der starken neuen Renngemeinschaft Deutsches Bugatti-Team mit Heinrich-Joachim von Morgen, Prinz Hermann zu Leiningen und Ernst Günther Burggaller, musste sich dagegen noch mit ihren älteren Typen 35B und 35C begnügen. 
Maserati schickte gegen die Bugatti-Phalanx seine Vertragsfahrer Dreyfus, Luigi Fagioli – die eigentliche Nummer 1 im Team – und Clemente Biondetti, alle drei auf Maserati 26M, ins Feld. Der unabhängige Schweizer Hans Stuber konnte mit seinem älteren Maserati 26B dagegen zum Rennen nur deswegen noch antreten, weil er nach einem Trainingsunfall von seinem britischen Markengefährten Sir Henry "Tim" Birkin aus dessen defektem Wagen eine neue Vorderachse zur Verfügung gestellt bekommen hatte. 
Das 23 Teilnehmer starke Feld wurde komplettiert durch einen etwas älteren Peugeot 174 S von André Boillot (alias "Dribus", Bruder des berühmten Vorkriegs-Fahrers Georges Boillot) und dem deutschen Spitzenfahrer Rudolf Caracciola, dessen von der Werksmannschaft betreuter Mercedes SSKL mit seinem mächtigen 7,1-Liter-Reihensechszylinder aufgrund seiner Länge und Gewichts auf dem engen Stadtkurs jedoch reichlich deplatziert wirkte. Caracciola wollte aber nach einigen Missverständnissen im Vorjahr die Veranstalter nicht noch einmal vergraulen und kam deswegen als frischgebackener erster ausländischer Sieger der Mille Miglia seiner Einladung zum Rennen nach.
1931 wurde die Startaufstellung noch ausgelost und Dreyfus machte von seinem Ziehungsglück Gebrauch und übernahm direkt vor "Williams" die Führung, während seine Konkurrenten dahinter mehrere Runden benötigten, um das Feld zu sortieren. In der vierten Runde ging "Williams" sogar an dem Maserati-Werksfahrer vorbei, musste aber schon eine Runde später mit Ventilfederbruch aufgeben.
In der Zwischenzeit hatte sich Varzi mit dem Werks-Bugatti schließlich auf Rang drei nach vorne gearbeitet und konnte zunächst den jetzt zweitplatzierten Lehoux und kurz darauf auch Dreyfus überholen und sich damit die erste der neu eingeführten Bonusprämien sichern, die in diesem Jahr zum ersten Mal nach jeweils zehn Runden an den dann jeweils Führenden vergeben wurden. Auch sein Teamkollege Chiron war mittlerweile hinter Maserati-Fahrer Fagioli und vor Caracciola auf dem Mercedes auf Rang fünf angekommen und auf dem Weg weiter nach vorn, während Dreyfus nun kontinuierlich Plätze verlor. Nachdem mit Lehoux auch der letzte aussichtsreich platzierte Privatfahrer wegen eines defekten Differentials aus dem Rennen geschieden war, lagen nach 20 der insgesamt 100 Runden die beiden Werks-Bugattis von Varzi und Chiron vorn, vor den beiden Maseratis von Fagioli und Dreyfus – der bald darauf einen längeren Reparaturstopp einlegen musste – gefolgt von Caracciola, Bouriat, Divo und Biondetti. Bis auf den Polen Stanisław Czaykowski waren dahinter alle anderen Teilnehmer zu diesem Zeitpunkt bereits überrundet. 
Kurz vor der dritten Zwischenwertung musste Varzi jedoch nach Kontakt mit einem Randstein mit gebrochenem Rad an die Box, wodurch Chiron zur Freude des einheimischen Publikums die Führung übernahm, die er nun bis zum Ende des Rennens auch nicht mehr abgab. Nach 60 Runden waren nur noch Fagioli – der aufgrund eines Fehlers der Zeitnehmer lange Zeit von seinen Konkurrenten völlig unbeachtet unterwegs gewesen war – und Bouriat gemeinsam mit Chiron in einer Runde, die nach zehn weiteren Runden Plätze tauschten, weil am Maserati Probleme mit der Benzinversorgung aufgetreten waren. Als Bouriat zum Zündkerzenwechsel an die Box musste, kam der Italiener dennoch wieder auf seinen angestammten Platz zurück, jetzt allerdings auch schon mit einer Runde Rückstand auf den Spitzenreiter, der damit zum einzigen Mal in seiner Karriere den Sieg in seiner Heimatstadt feiern konnte. Auch Varzi kam Fagioli am Ende noch einmal nahe, doch obwohl beide nach der Zieldurchfahrt von Chiron noch eine weitere Runde drehen mussten, gelang es ihm nicht mehr, den Maserati-Fahrer noch einzuholen – auch weil die Zeitnehmer einen weiteren Fehler gemacht hatten und das Rennen deswegen eine Runde zur früh abgewunken wurde.

## Ergebnisse

### Meldeliste
Es handelte sich um ein Einladungsrennen.
| Team                       | Nr. | Fahrer                      | Info  | Chassis               | Motor                                   | Reifen |
| -------------------------- | --- | --------------------------- | ----- | --------------------- | --------------------------------------- | ------ |
| Bugatti Team Deutschland   | 02  | Ernst Günther Burggaller    |       | Bugatti T35B          | Bugatti 2.3L I8 Kompressor              |        |
| Bugatti Team Deutschland   | 06  | Heinrich-Joachim von Morgen |       | Bugatti T35B          | Bugatti 2.3L I8 Kompressor              |        |
| Bugatti Team Deutschland   | 04  | Hermann zu Leiningen        |       | Bugatti T35C          | Bugatti 2.0L I8 Kompressor              |        |
| Rudolf Caracciola          | 08  | Rudolf Caracciola           |       | Mercedes-Benz SSKL    | Mercedes-Benz M06 RS 7.1L I6 Kompressor | C      |
| Earl Howe                  | 10  | Earl Howe                   |       | Bugatti T51           | Bugatti 2.3L I8 Kompressor              | D      |
| Clifton Penn-Hughes        | 12  | Clifton Penn-Hughes         |       | Bugatti T35           | Bugatti 2.0L I8                         | D      |
| Sir Henry Birkin           | 14  | Henry Birkin                | DNS a | Maserati 26M          | Maserati 2.5L I8 Kompressor             | D      |
| Bernhard Ackerl            | 16  | Bernhard Ackerl             |       | Bugatti T37           | Bugatti 1.5L I4                         |        |
| Juan Zanelli               | 18  | Juan Zanelli                |       | Bugatti T35B          | Bugatti 2.3L I8 Kompressor              |        |
| Automobiles Ettore Bugatti | 20  | Guy Bouriat                 |       | Bugatti T51           | Bugatti 2.3L I8 Kompressor              | M      |
| Automobiles Ettore Bugatti | 22  | Louis Chiron                |       | Bugatti T51           | Bugatti 2.3L I8 Kompressor              | M      |
| Automobiles Ettore Bugatti | 24  | Albert Divo                 |       | Bugatti T51           | Bugatti 2.3L I8 Kompressor              | M      |
| Automobiles Ettore Bugatti | 26  | Achille Varzi               |       | Bugatti T51           | Bugatti 2.3L I8 Kompressor              | M      |
| Philippe Étancelin         | 28  | Philippe Étancelin          |       | Bugatti T35C          | Bugatti 2.0L I8 Kompressor              | M      |
| Count Stanisław Czaykowski | 30  | Stanisław Czaykowski        |       | Bugatti T35C          | Bugatti 2.0L I8 Kompressor              |        |
| Marcel Lehoux              | 32  | Marcel Lehoux               |       | Bugatti T35B          | Bugatti 2.3L I8 Kompressor              |        |
| William Grover-Williams    | 34  | William Grover-Williams     |       | Bugatti T35C          | Bugatti 2.0L I8 Kompressor              |        |
| Boris Iwanowski            | 36  | Boris Iwanowski             | EXC b | Mercedes-Benz SSK     | Mercedes-Benz M06 7.1L I6 Kompressor    |        |
| André Boillot              | 38  | André Boillot               |       | Peugeot 174S          | Peugeot 4.0L I4                         | M      |
| SA Alfa Romeo              | 40  | Luigi Arcangeli             | DNA c | Alfa Romeo 6C-1750 GS | Alfa Romeo 1.8L I6 Kompressor           | P      |
| SA Alfa Romeo              | 42  | Baconin Borzacchini         | c     | Alfa Romeo 6C-1750 GS | Alfa Romeo 1.8L I6 Kompressor           | P      |
| SA Alfa Romeo              | 44  | Tazio Nuvolari              | c     | Alfa Romeo Monza      | Alfa Romeo 2.3L I8 Kompressor           | P      |
| Scuderia Ferrari           | 46  | Goffredo Zehender           |       | Alfa Romeo 6C-1750 GS | Alfa Romeo 1.8L I6 Kompressor           | E      |
| Officine Alfieri Maserati  | 48  | Clemente Biondetti          |       | Maserati 26M          | Maserati 2.5L I8 Kompressor             | P      |
| Officine Alfieri Maserati  | 50  | René Dreyfus                |       | Maserati 26M          | Maserati 2.5L I8 Kompressor             | P      |
| Officine Alfieri Maserati  | 52  | Luigi Fagioli               |       | Maserati 26M          | Maserati 2.5L I8 Kompressor             | P      |
| Carlo Pedrazzini           | 54  | Carlo Pedrazzini            |       | Maserati 26B          | Maserati 2.1L I8 Kompressor             |        |
| Hans Stuber                | 56  | Hans Stuber                 |       | Bugatti T35C          | Bugatti 2.0L I8 Kompressor              |        |

### Startaufstellung
Sie Startpositionen wurden ausgelost.
| Ackerl      | Stuber     | Dreyfus      |
|             |            |              |
| Divo        | Caracciola | Williams     |
|             |            |              |
| Biondetti   | Boillot    | Lehoux       |
|             |            |              |
| von Morgen  | Chiron     | Varzi        |
|             |            |              |
| Penn-Hughes | Fagioli    | Zehender     |
|             |            |              |
| Burggaller  | Howe       | Étancelin    |
|             |            |              |
| Czaykowski  | Bouriat    | Zanelli      |
|             |            |              |
|             | Pedrazzini | zu Leiningen |

### Rennergebnis
| Pos. | Fahrer                      | Konstrukteur | Runden | Stopps | Zeit         | Start | Schnellste Runde | Ausfallgrund                         |
| ---- | --------------------------- | ------------ | ------ | ------ | ------------ | ----- | ---------------- | ------------------------------------ |
| 01   | Louis Chiron                | Bugatti      | 100    |        | 3:39:09,2 h  | 11    | 2:07,0 min       |                                      |
| 02   | Luigi Fagioli               | Maserati     | 100    |        | + 3:55,4 min | 14    | 2:07,0 min       |                                      |
| 03   | Achille Varzi               | Bugatti      | 100    |        | + 4:04,0 min | 10    | 2:07,0 min       |                                      |
| 04   | Guy Bouriat                 | Bugatti      | 98     |        | + 2 Runden   | 20    |                  |                                      |
| 05   | Goffredo Zehender           | Alfa Romeo   | 97     |        | + 3 Runden   | 13    |                  |                                      |
| 06   | André Boillot               | Peugeot      | 96     |        | + 4 Runden   | 8     |                  |                                      |
| —    | René Dreyfus                | Maserati     | 91     |        | DNF          | 1     |                  | Magnetzünder                         |
| 07   | Clemente Biondetti          | Maserati     | 91     |        | + 9 Runden   | 9     |                  |                                      |
| 08   | Clifton Penn-Hughes         | Bugatti      | 89     |        | + 11 Runden  | 15    |                  |                                      |
| 09   | Stanisław Czaykowski        | Bugatti      | 86     |        | + 15 Runden  | 21    |                  |                                      |
| —    | Albert Divo                 | Bugatti      | 66     |        | DNF          | 6     |                  | Motorschaden                         |
| —    | Earl Howe                   | Bugatti      | 66     |        | DNF          | 17    |                  | defekte Ölpumpe                      |
| —    | Hans Stuber                 | Bugatti      | 59     |        | DNF          | 2     |                  | defekte Antriebswelle                |
| —    | Bernhard Ackerl             | Bugatti      | 55     |        | DNF          | 3     |                  | Kraftübertragung                     |
| —    | Rudolf Caracciola           | Mercedes     | 53     |        | DNF          | 5     |                  | Kupplungs- und Motorschaden          |
| —    | Juan Zanelli                | Bugatti      | 47     |        | DNF          | 19    |                  | Kolbenschaden                        |
| —    | Hermann zu Leiningen        | Bugatti      | 31     |        | DNF          | 22    |                  | Getriebeschaden                      |
| —    | Heinrich-Joachim von Morgen | Bugatti      | 28     |        | DNF          | 12    |                  | Kraftübertragung                     |
| —    | Ernst Günther Burggaller    | Bugatti      | 26     |        | DNF          | 18    |                  | Motorschaden                         |
| —    | Marcel Lehoux               | Bugatti      | 15     |        | DNF          | 7     |                  | Kraftübertragung                     |
| —    | Carlo Pedrazzini            | Maserati     | 13     |        | DNF          | 23    |                  | Zündungsschaden                      |
| —    | Philippe Étancelin          | Bugatti      | 6      |        | DNF          | 16    |                  | Kolbenschaden                        |
| —    | William Grover-Williams     | Bugatti      | 5      |        | DNF          | 4     |                  | Ventilschaden                        |
| —    | Henry Birkin                | Maserati     |        |        | DNS          |       |                  | Motorschaden                         |
| —    | Boris Iwanowski             | Mercedes     |        |        | EXC          |       |                  | Ausschluss wegen verspäteter Anreise |